# Kooperative Gesundheitsforschung in der Region Augsburg
Kooperative Gesundheitsforschung in der Region Augsburg (kurz KORA) ist eine national und international genutzte Forschungsplattform des Helmholtz Zentrum München, auf der Studien zur bevölkerungsbezogenen Gesundheitsforschung durchgeführt werden. Die Plattform ist 1996 aus der internationalen MONICA-Studie hervorgegangen. Sie umfasst vier große bevölkerungsbasierte Kohortenstudien mit insgesamt über 18.000 Teilnehmern aus der Studienregion sowie ein seit 1984 kontinuierlich geführtes epidemiologisches Herzinfarktregister. Die KORA-Forschung soll insgesamt dazu dienen, neue Ansätze im Bereich der Prävention chronischer Krankheiten zu entwickeln und die Gesundheitsversorgung zu verbessern.

## Studienteilnehmer
Die Studienregion umfasst die Stadt Augsburg sowie die Landkreise Augsburg und Aichach-Friedberg mit insgesamt über 600.000 Einwohnern. Die KORA-Teilnehmer stellen eine Zufallsstichprobe aus der 25- bis 74-jährigen Bevölkerung dar. Die Eingangsuntersuchungen fanden seit 1984 in vier Wellen im Abstand von je fünf Jahren statt. Alle Kohortenteilnehmer werden regelmäßig in mehrjährigen Abständen schriftlich zu ihrer Gesundheit befragt und zum Teil erneut untersucht. Damit kann der Verlauf der Gesundheit über Zeiträume von bis zu mehr als 20 Jahren beschrieben werden.

## Forschungsthemen
Kernthemen der KORA-Studien sind Fragen zu Entstehung und Verlauf von chronischen Erkrankungen, insbesondere Herzinfarkt und Diabetes mellitus, aber auch zu anderen häufig auftretenden Krankheiten. Hierzu werden Risikofaktoren aus dem Bereich des Gesundheitsverhaltens (u. a. Rauchen, Ernährung, Bewegung), der Umweltfaktoren (u. a. Luftverschmutzung, Lärm) und der Genetik erforscht. Aus Sicht der Versorgungsforschung werden Fragen der Inanspruchnahme und Kosten der Gesundheitsversorgung sowie der gesundheitsbezogenen Lebensqualität untersucht.